# Vatanabe Cujosi
Vatanabe Cujosi (渡辺 剛) (Szaitama prefektúra, 1997. február 5. –) japán válogatott labdarúgó, a holland Feyenoord játékosa.

## Klub
A labdarúgást az FC Tokyo csapatában kezdte. 2020-ban J.League Kupa címet szerzett. 2022 január elején a belga Kortrijk csapatába szerződött. 2023 júniusának közepén négy évre szóló szerződést írt alá a KAA Gent csapatával. 025. július 23-án négyéves szerződést írt alá a holland Feyenoord csapatával.

## Nemzeti válogatott
2019-ben debütált a japán válogatottban.

## Statisztika
| Japán válogatott | Japán válogatott | Japán válogatott |
| Időszak          | Mérk.            | gól              |
| ---------------- | ---------------- | ---------------- |
| 2019             | 1                | 0                |
| 2023             | 1                | 0                |
| Összesen         | 2                | 0                |